# Villagers of Ioannina City
A Villagers of Ioannina City görög stoner/experimental/pszichedelikus/folk rock zenekar. 2007-ben alakultak Joánina városában. Lemezeiket korábban a Mantra Records, jelenleg a Napalm Records kiadó jelenteti meg. Zenéjükben a görög népzene és a stoner/pszichedelikus rock műfajok keverednek.

## Tagok
- Alex – ének, gitár
- Akis – basszusgitár
- Aris – dob
- Konstantis – klarinét, kaval, vokál
- Kostas - duda

Volt tagok: Giannis Haldoupis, Achilleas Radis.

## Diszkográfia
- Riza (2014)
- Zvara/Karakolia (EP, 2014)
- Age of Aquarius (2020)